# Сотин
Сотин (хорв. Sotin) — село в составе города Вуковара Вуковарско-Сриемской жупании в Хорватии. Расположено в 10 километрах на юго-восток по Дунаю от Вуковара.

## История
В ходе проведённых в Сотине в 2008 году археологических раскопок были обнаружены артефакты эпох неолита, энеолита, среднего и позднего бронзового и железного веков, а также находки, относящиеся ко временам Великого переселения народов и Средневековья.
Известно, что во времена Римской империи здесь располагалась крепость Корнакум (лат. Cornacum), однако после ухода отсюда римлян, вероятно, в 392 году никакой письменной информации о здешних местах нет вплоть до 1289 года, когда было упомянуто о расположении здесь крепости Сата (венг. Szata). На этот момент Сотин был частью Вуковарской жупании, а местный приход относился к Вуковарскому архидьяконству Печской епархии (согласно записям 1333 года).
С 1360 года сотинская крепость принадлежала знатному хорватскому роду Горянских, с 1468 года — архиепископу Калочи.
С 1526 года до конца XVII века Сотин был под властью Османской империи. Проезжавший через эти места в середине XVII века турецкий путешественник Эвлия Челеби описывает Сотин как деревянный городок на берегу Дуная, в крепости которого расположены мечеть и двадцать домов солдат, разрушенный монастырь; за пределами крепости находилась небольшая корчма. Путешествовавший по Далмации и Хорватии во второй половине XVIII века венецианец Альберто Фортис пишет, что крепость Сотина разрушена турками. В городке на тот момент было около 40 домов коренных хорватов-католиков. Помимо них после освобождения этих мест от османской власти оставались хорваты-мусульмане.
С середины XVIII века в городе начинают селиться также немцы, в XVIII—XIX веках — сербы. В конце Второй мировой войны, в 1944—1945 годы, из Сотина уехали немцы, составлявшие до того порядка 40 % жителей.
Во время войны за независимость Хорватии в первой половине 1990-х годов погибло 68 жителей Сотина, а 18 человек по-прежнему числятся пропавшими без вести. После того, как 14 октября 1991 года Сотин оказался под контролем просербских сил, его покинуло несербское население. После войны, с 1995 года до 15 января 1998 года, село находилось под управлением Временной администрации ООН для Восточной Славонии. С 1998 года Сотин полностью перешёл под юрисдикцию Хорватии.

## Население
В 1857 году в население Сотина составляло 1061 житель, в 1931 году — 1527 жителей. По переписи 2011 года, в Сотине жило 782 человека.

## География
Сотин стоит на правом берегу Дуная на высоте 116 м над уровнем моря на лёссовом плато. Село расположено на востоке Хорватии, на границе с Сербией.
Через населённый пункт проходит автомобильная дорога Вуковар—Илок.

## Экономика
Основу экономики Сотина составляет сельское хозяйство: здесь культивируют зерновые и виноград, действует свиноводческое хозяйство и скотобойня.

## Религия
В селе действует католический приход Церкви Пресвятой Девы Марии (1766 год), а также расположена православная часовня святого Николая.